# Поротниковское сельское поселение
Поротниковское се́льское поселе́ние — муниципальное образование в Бакчарском районе Томской области Российской Федерации.
Административный центр — село Поротниково.

## История
Статус и границы сельского поселения установлены Законом Томской области от 9 сентября 2004 года № 194-ОЗ «О наделении статусом муниципального района, сельского поселения и установлении границ муниципальных образований на территории Бакчарского района».

## Население
| 2002 | 2010 | 2012 | 2013 | 2014 | 2015 | 2016 |
| ---- | ---- | ---- | ---- | ---- | ---- | ---- |
| 898  | ↘680 | ↘655 | ↘649 | ↘633 | ↘628 | ↗629 |
| 2017 | 2018 | 2019 | 2020 | 2021 |      |      |
| ↗633 | ↘615 | ↘579 | ↘573 | ↘493 |      |      |

## Состав сельского поселения
| № | Населённый пункт | Тип населённого пункта       | Население |
| - | ---------------- | ---------------------------- | --------- |
| 1 | Полынянка        | деревня                      | ↘29       |
| 2 | Поротниково      | село, административный центр | ↘352      |
| 3 | Чумакаевка       | деревня                      | ↘112      |

## Местное самоуправление
Глава поселения — Мария Винальевна Игишева (и. о.).